# Morocco Desert Challenge
De Morocco Desert Challenge (tot 2017 de Libya Rally genoemd) is een jaarlijkse woestijnrally (ook wel rally-raid genoemd) in Marokko. Het is na de Dakar Rally de grootste offroad rally waarin ook trucks meedoen.
De voorbije jaren vertrok de wedstrijd altijd vanuit de Atlantische kuststad Agadir, om via een zuidoostwaartse beweging in Saïdia aan de Middellandse Zee te eindigen. De wedstrijd begint met een technische en administratieve keuring in Agadir, gevolgd door een proloog op het strand 'Plage Blanche', zo'n 200 kilometer ten zuiden van Agadir. In zeven etappes (tussen 300 en 400 kilometer) trekt men langs de Algerijnse grens naar het noorden van Marokko.
De wedstrijd onderscheidt zich van andere woestijnrally's omdat er geen 'liasons' of verbindingsetappes zijn. De start van elke etappe begint aan de finish van de vorige etappe. De deelnemers slapen in een door de organisatie gebouwd bivak in de woestijn.

## Geschiedenis
De eerste editie van de Morocco Desert Challenge vond plaats in maart 2008 in Libië onder de naam 'Libya Rally'. Er nam een vijftigtal piloten deel. De tweede editie in 2009 trok al meer dan honderd deelnemers uit 6 verschillende landen. Door de politieke onrust verhuisde de rally vervolgens naar Tunesië, waar het deelnemersaantal was gestegen naar 160. Door de Arabische Lente werd de Tunesische editie van 2011 uitgesteld naar 2012. Pas in 2013 kreeg de wedstrijd zijn definitieve locatie in Marokko, nu onder de naam 'Libya Rally goes Morocco'.
De editie van 2015, met start in Fes en aankomst in Marrakech, bereikte intussen de 400 deelnemers. Door de komst van rallytoppers als de Nederlanders Tim Coronel en Martin van den Brink kreeg de wedstrijd steeds meer internationale allure. De editie werd tijdens etappe 4 opgeschrikt door het natuurlijke overlijden van de Belgische motorrijder Steve Vandenberghe.
In 2016 was er voor het eerst ook een volledig vrouwelijk rallyteam te bespeuren. Het Nederlandse Onna-Onna zorgde voor deze primeur in de internationale rallysport. Voor het eerst vertrok de wedstrijd dat jaar ook vanuit de Atlantische kuststad Agadir. Eindigen deed ze na zeven etappes aan de Middellandse Zee, wat de woestijnrally een 'coast to coast'-rally maakte. Dit concept zal de organisatie voortaan blijven hanteren.
In 2017 besliste de organisatie voorgoed in Marokko te blijven en paste het de naam aan naar Morocco Desert Challenge.
De editie 2018 trok 700 deelnemers uit 24 landen aan, waaronder toppers als Elisabete Jacinto, Martin van den Brink, Jacky Loomans, Tomas Ourednicek en Aleš Loprais. De Tsjechische piloot Ourednicek, winnaar van de Morocco Desert Challenge 2017 in de wagencategorie, crashte zwaar in de proloog en moest de race stopzetten. De Belgische rallylegende Jacky Loomans sprak tijdens de wedstrijd in een reportage van het Belgische sportprogramma Sportweekend openlijk over zijn ongeneeslijke kanker.
Editie 2019 start op 12 april opnieuw vanuit Agadir maar zal voor het eerst door de Westelijke Sahara trekken. De wedstrijd eindigt op 20 april in Saïdia.
De deelnemende categorieën zijn: moto's, quads, SSV's, 4x4 en trucks.
De wedstrijd wordt georganiseerd door de Belg Gert Duson.